# Aguiaria
Aguiaria – rodzaj roślin z rodziny ślazowatych. Jest to takson monotypowy, obejmujący tylko jeden gatunek – Aguiaria excelsa Ducke Ann. Acad. Brasil. Sci. 7: 329 1935. Występuje on w Brazylii.